# 동기 회로
동기 회로(synchronous circuit)는 클럭 신호에 의해 동기화가 되는 디지털 회로이다. 이상적인 동기 회로에서, 모든 논리 수준에서 저장 부품들의 모든 변화는 동시에 발생한다. 이러한 전이는 클럭이라고 불리는 특수 신호의 상태 변경에 따른다. 이상적으로 각 저장 요소들에 입력값이 주어졌을 때 다음 클럭이 발생하기 전에 최종값으로 된다. 따라서 모든 회로의 행동은 정확이 예측이 된다. 실제로 때에 따라서는 각 논리 동작을 위해서는 약간의 지연이 필요하고 이것으로 각 동기 시스템이 동작하기 위한 최대 속도가 결정된다..
이러한 회로가 정확히 동작하기 위해서는 클럭 분배 망의 설계에 특별히 주의를 해야 한다. 동적 타이밍 분석이 안전한 최대 동적 속도를 결정하기 위해 종종 사용된다.

## 같이 보기
- 비동기 회로
- 유한 상태 기계(Finite State Machine)